# ウネン・バラム
ウネン・バラム([IX] UNEN B'ALAM)は、マヤ・ティカルの統治者。

## 経歴
ウネン・バラムはティカルの統治者として、317年に行われたマヤ暦におけるカトゥン終了の儀を執り行った。
ウネン・バラムとは女神の名前であり、この統治者も女性であったと考えられているが実際の性別は不明である。